# Myoporum papuanum
Myoporum papuanum är en flenörtsväxtart som beskrevs av Kränzl.. Myoporum papuanum ingår i släktet Myoporum och familjen flenörtsväxter. Inga underarter finns listade i Catalogue of Life.